# الدوري السوفيتي الدرجة الأولى
الدوري السوفيتي الدرجة الأولى (بالروسية: Первая лига СССР по футболу)‏ كان ثاني أعلى دوري كرة القدم السوفيتية تحت الدوري السوفيتي الممتاز.
كان الدوري موجوداً حتى سقوط الاتحاد السوفيتي عام 1991.